# 中国民主化運動
中国民主化運動（ちゅうごくみんしゅかうんどう、中国語：中国民主运动（簡体字）：中國民主運動（繁体字）、拼音: Zhōngguó Mínzhǔyùndòng）とは、中華人民共和国における中国共産党の一党独裁支配に対抗する為、中国の民主化を目的として、緩やかに組織化された政治運動である。しかしチベットやウイグル、香港の独立を志向する運動とは別次元である事に留意する必要がある。
民主化運動は1978年に起きた北京の春で萌芽し、運動は1989年に最高潮に達した。しかし中国政府は6月4日、民主化運動を武力で弾圧し（天安門事件）、1990年代になると、民主化運動は中国国内外で急速に衰退した。他方、海外に拡散した運動家らによって民主化運動が続けられている。

## 歴史

### 「北京の春」
運動は文化大革命後に起きた1978年に北京の春として知られる、短期の自由化運動に起源があると見ることができる。運動のきっかけは魏京生が書いた宣言「第5の現代化」（訳注：現代化は日本語の近代化に相当する）と考えられ、魏はこの文書を書いたことで15年の刑を言い渡された。この文書で魏は労働大衆が権力を握ることは近代化に欠かせず、共産党は保守派に支配され、人民は長く血を流す戦いを通じて保守派を倒す戦いをしなければならないと訴えた。

### 天安門事件
1980年代を通じて、こうした思想が大学教育を受けた中国人の間で一般化して行った。汚職の増大、経済の混乱、ソ連と東欧の改革に対する反応として、1989年に天安門広場で抗議活動が沸き起こった。これに対して、世界の中国人学生活動家により、多くの民主化支援組織が結成され、西側の国々から共感を得た。しかし一連の抗議活動は1989年6月4日に中国軍により鎮圧された（第二次天安門事件）。

### 1990年代
1990年代になると、民主化運動は中国の内外で急速に勢いを失っていった。インターネットも登場するが民主化を訴えることを禁じる厳しい抑圧政策が行われ拡大に失敗する。
天安門事件10周年は中国大使館爆撃事件の影響で愛国ムード一色となった。

### 2000年代
市場経済化が進んでいったにもかかわらず、中国共産党は政治的な自由を増大させる徴候を示さなかった。
中国に対する最恵国待遇（アメリカ合衆国の通商法）のような対中政策に対して、運動内部で起きている共倒れで運動は弱体化した。また、小皇帝世代と天安門世代の間に世代間のずれが生じ始めた。小皇帝世代は共産党を支持する傾向が強く、左翼ナショナリズムの傾向が強い。中国共産党は愛国主義を煽ることで、21世紀初頭も優位に立っている。ハリー・ウー（吳弘達）や魏京生のような海外の反体制派が、実際に中国国内の経済成長と政府の管理が弱まってきていることに疎くなったと、中国国内の多くの人が認識している。
アメリカ合衆国で起きた9.11攻撃後の対テロ戦争を口実として、中国共産党は反体制派と容疑をかけられた人物を抑圧する一連の反テロ法を通過させている。
2000年代中盤にチベット・ウイグルで独立運動が頻発したが武装警察をはじめとする公安当局に鎮圧された。

#### 零八憲章
2008年12月10日には著名人など約300人が署名した『零八憲章』という民主化を求める声明が「世界人権宣言」発表60周年を画期として発表され、中国のみならず、全世界に波紋を広げた一方、劉暁波ら起草した者は中国当局に身柄を拘束された。以後は外国要人訪中や人民代表大会会期中は自由を失い、電話・インターネットによる交信が遮断された。

### 2010年代

#### 劉暁波のノーベル平和賞受賞
劉は2010年2月に「国家政権転覆扇動罪」による懲役11年および政治的権利剥奪2年の判決が下され4度目の投獄となった。
同じく2月に中国政府の政策に強い影響力を持つ北京大学国家発展研究院副主任の姚洋教授が米外交専門誌「フォーリン・アフェアーズ」最新号に「中国の経済成長維持には民主化を進める以外の道はない」とする論文を発表した。体制内の学者から民主化を呼びかけるケースは前代未聞である。指導部は衝撃を受けているとみられ、今後中国の政治改革の起爆剤となり得るという見方も出た。
2010年10月8日、劉暁波のノーベル平和賞受賞が発表された。ノルウェー・ノーベル委員会は、劉暁波の受賞理由は「中国における基本的人権のために長年、非暴力的な闘いをしてきた」ことで、劉暁波への授与の決定は有罪確定時の今年2月には「不可避の状況になっていた」こと、選考は全会一致であったことなどを発表した。これをきっかけに再び民主化運動が再燃した。
中国政府による抗議と対抗措置は受賞発表直後から開始され、中華人民共和国外交部は「（劉の受賞は）ノーベル平和賞を冒涜するもので、我が国とノルウェーの関係に損害をもたらす」と批判した。更に中華人民共和国政府は在北京のノルウェー特命全権大使に対して劉のノーベル平和賞受賞に強く抗議を行った。また中華人民共和国の国内でノーベル平和賞授与決定を放映中のCNNやNHKワールドのニュース番組が遮断され、その後もインターネット上のメールや検索などの遮断が続いていると報道された。翌9日、中国各誌は授与を批判する中国外務省報道局長の談話を報道する形で間接的に報道し、人民日報系の環球時報は「ノーベル平和賞は西側の利益の政治的な道具になった。平和賞を利用して中国社会を裂こうとしている」と批判した。

受賞直後、海外メディアが自宅に住む妻劉霞にインタビューを試みたが、現地公安当局によって厳しく規制線がはられており、劉霞自身も電話インタビューに応じた直後、電話回線が通じなくなっており、事実上当局による軟禁状態にある。
また世界各国での受賞への賛同意見に対し中国外務省は定例会見で「中国への内政干渉は許さない」、「現状で、中国の関係部門がノルウェー政府との協力推進を望まないことは理解できる」、「劉暁波は犯罪者だ。彼に平和賞を与えることは中国国内で犯罪を奨励することにほかならず、中国への主権侵害でもある」と主張した。
2010年10月21日には劉暁波の釈放を求める署名活動を行っていた崔衛平北京電影学院教授が拘束された。
10月29日には、ノーベル賞の歴代受賞者により服役中の劉暁波の釈放を求めるグループが結成されダライ・ラマなどが参加していると報道された。
英国デーリー・ニューズ紙によると、2010年に開催された第60回ミス・ワールド大会では、開催国である中国側から選考委員に対して「ミス・ノルウェーは低い点に抑えるよう」との露骨な圧力がかけられ、本命だったミス・ノルウェーのマリアン・バークダルは、5位にも入ることができなかった。これはノルウェーが中国の民主活動家である劉暁波にノーベル平和賞を授与したことに対する対抗措置であるといわれている。
劉は遼寧省錦州市の錦州監獄で服役していたが2017年に死去した。

#### 「オスロの誓い」
劉にノーベル平和賞が授与されたのを機に、世界で活動している中国人民主化活動家(民主中国陣線、中国民主団結連盟)、チベット独立派、ウイグル人独立運動家らが2010年12月10日にオスロ市庁舎にて行われるノーベル平和賞授賞式典にあわせてオスロに集結し、横の連携を誓う「オスロの誓い」が公表された。各団体はこれまでに主導権争いなど内部対立の問題を抱えることもあったが、オスロでの会談の結果、運動をまとめる展開が見えたとした。
ニューヨーク在住の胡平(雑誌「北京の春」編集長)は「世界中に散っていた私たちが一堂に会することができた。当面は力を合わせて『劉暁波氏の釈放』を求めていくことで一致した」とし、またスイス在住のチベット独立運動家ロブサン・シチタンも「これまでは中国人活動家とほとんど関係なく活動してきたが、これからは一緒にやっていきたい」と語り、ウイグル人独立ペンクラブ会長カイザー・ウーズンとともに中国人活動家らとの連携を示した。

#### 「中国ジャスミン革命」
チュニジアのジャスミン革命に触発されて、2011年2月20日にインターネットを通じてデモが呼びかけられ、中国各都市で集会されたが、直ちに中国人民武装警察部隊等によって鎮圧され、再雲飛や江天勇らが逮捕された。すでに党総書記胡錦濤はデモの前日に「ネット世論を誘導するメカニズムを完備する」と表明し、翌21日には中国の各メディアはデモについて報道しなかった。また2月上旬には、中国当局は、国内主要メディアに対し、ジャスミン革命と中国と関連づける報道の禁止と、「革命」という言葉を使用してはならないとも指示していた。
中国当局はデモ以後も情報統制、ネット規制を強化し、「中国人民はエジプトから何を学ぶか」「エジプト革命は明日の中国」など、中東のデモ活動に関する書き込みは削除された。また2009年ウイグル騒乱以降は、Facebookを利用ができないようになっている。

### 2020年代
2022年10月13日、北京市海淀区の高架橋、四通橋の側面に以下のような習近平党総書記を批判する横断幕が2枚掲げられた。掲げられた2枚の横断幕には「独裁国賊習近平を罷免せよ」「文革は要らない、改革が欲しい」「領袖は要らない、投票が欲しい」「封鎖は要らない、自由が欲しい」などの文言が記されていた。抗議は1人の抗議者によって行われた。これは習近平独裁体制下における中国人民の抗議の最も重要な行為の1つと見られる。
2022年11月24日、長期にわたって中国共産党の厳しい防疫措置で新疆ウイグル自治区ウルムチ市の火災で少なくとも10人が被害。この間、習近平総書記が自ら都市封鎖政策で起こったウルムチ市の10人死亡火災事故に見て見ぬ振りをし、逆に地震で被災したソロモン諸島に見舞いの電報を打った行為で人々の怒りを一層募らせ、大規模なデモが起こった。

## 中国政府による対策
運動で生じた反体制派については中国政府は3つの方法で取り組んでいる。
1. 国外追放
魏京生や方励之、王丹のように西側諸国で有名な反体制派は国外に追放する。中華人民共和国刑法に亡命者の規定は無いが、こうした追放政策は反体制派への厳罰と、医療目的の仮釈放で成り立っている。
2. 厳罰
さほど知られていない指導者は特定し、厳罰に処している。一般に政府は運動を組織するに当たって重要な役割を担った少数の関係者を狙い撃ちにし、安全保障を脅かしたとか国家機密を漏洩したとして告発している。
3. 早期発見
民主化運動を支持することになりそうな人物に早めに対処しようとしている。この方法で運動の指導者を隔離することを目指し、抵抗運動が一般に広がって共産党を脅かす存在にならないようにしている。

建前としては中国政府の民主化運動に対する当初の反動はどちらかといえば反体制派個人の行動を狙い撃ちにし、外国勢力の手先と訴えたが、大した効果がなかった。現在の中国は経済成長を最優先し、経済成長には政治が安定していることが必要だというものであった。

### 中国政府の見解
中国政府は、「民主化運動は中国に危機を齎す極左冒険主義を助長して、内部に亀裂が生じた」とし、東トルキスタン独立運動やチベット独立運動と同様に分離主義だとして批判した。また、「民主主義は経済成長に欠かせない」とする魏京生の主張に対して、新興工業経済地域を例に、中国政府は、経済成長は政治的自由に優先させなければならないと言った。
民主勢力は共産党が言うような経済成長という主張で言い逃れる必要はなく、最も重要なのは無用の賄賂を取り締まり、富がもっと分配されるように手助けすることだとしている。
現実には市場経済の発展と共産党の独裁体制との矛盾が明らかになってきており、更なる経済の発展には民主化を避けては通れないと言われている。
中国国内で最大の抵抗運動は現在、政府が幾らかは大目に見ている単発の示威運動であり、法輪功のような宗教を真似たはけ口だと言われている。こうした運動の思想には安定を名目に、権威的な新左派と対立するリベラルと結び付いているものがあるが、政治的な自由は安定を維持するのに欠かせないと主張している。民主化運動の活動家とは違い、リベラル派の殆どは民主化を支持していない。結果としてリベラル派は民主化運動に関わるよりも当局の許容範囲内で動こうとする傾向が見られる。

## 中国の民主化は不可能か
中国が民主化しないまま台頭を続ける中、中国の民主化は永遠に不可能ではないかという言論が出てきている。
茂木誠は、Youtubeでの動画配信、ならびに著書の中で地政学、文明の生態史観、カール・ウィットフォーゲルの東洋的専制主義に触れ中国の民主化が困難な理由を説明している。
同じく、文明の生態史観の解釈により楊海英は「中華文明から民主化は生まれず」と述べている。
石平は、著書「なぜ中国は民主化したくてもできないのか 「皇帝政治」の本質を知れば現代中国の核心がわかる」において、中国人は穏健な皇帝を持ち望む心情がありそれにより民主化できない理由を説明している。
田中宇は民主化運動衰退の理由として、当時ロシアが民主化と市場経済化で大混乱になったこと、ナショナリズムが広まったこと、消費社会化を推進したり、体制自体を否定しない汚職批判程度のものは許容するようになったことなどを挙げている。またオーストラリアのシンクタンクの「民主主義中国は予測不可能」という分析を引用して、国内に対しては内紛、国外に対しては愛国主義の扇動政治家が台頭して危険であるとした。
日本国外の言論人では、香港の言論人陶傑は「中国の国土は、アメリカ、カナダ、ロシア、オーストラリアなどのように大きく、大きい国では国家の統治は難しくなる。しかも、中国人はアメリカやカナダに移民したがっている。中国は皇帝の文化があり、中国民主化のためには連邦制も難しく中国を小国に解体するしかない」と発言した。
李登輝は議員会館講演の中で、「現在の中華民国、中華人民共和国ともに中国五千年の歴史の延長にすぎず、中国はいまだに進歩と退歩を絶え間なく繰り返している政権にすぎない」「中国五千年の歴史は、一定の空間と時間のなかで、一つの王朝から次の王朝へと連結する歴史であり、新しい王朝といえども前の王朝の延長にすぎません。」と述べている。
陳雲は香港城邦論の中で、一部の中国大陸人の不行跡を挙げ:43-46、さらに中国が急速に民主化した場合、「国際的屈辱・被害者意識・生存空間の逼迫・領土喪失の憤り・国際道義への不信・工業的規律社会・中産階級の精神的狭量・大企業家の愛国衝動・企業生産力の急速な増大と青年層の就業困難」という九つの要因により、ナチズムのような極権主義の温床になりやすいと推測している。
スティーブン・バノンは中国民主化はフェイクであり、「4000年の歴史でも何も変わらなかった。アヘン戦争から太平天国の乱、日清戦争に義和団事件そして国共内戦を経ても文化大革命を経ても、中国は変わらなかった。今後も、短期間で中国に民主主義が根付くなんて意見はジョークとしか思えない。おふざけだ。」と述べた。

### 日本、韓国、台湾の民主化との比較
政治思想家で歴史学者の劉仲敬は、日本、韓国、中国の民主主義と歴史を比較し、下記のように述べている。
```
世界史の発展の全行程について知っている限りでは、ヨーロッパでも東欧でも中東でも東アジアでも、基本的な行程は同じであり、いわゆる民主憲法は国民国家の出現の過程で形成された統治様式であり、中国に限らず、国民国家以前の多民族・多文化の大帝国には 適用できないという結論に達しました。
中東の
オスマン帝国
にも、ヨーロッパの神聖ローマ帝国にも適用されなかった。 
ヨーロッパ
で民主主義が成功したのは神聖ローマ帝国の解体後であり、中東では
ケマル
が
オスマン帝国
を解体した後であった。 なぜ日本はそれができたのか？ その答えは、日本がアジアのイギリスであり、帝国システムから撤退したからである。
なぜ
韓国
はうまくいったのか？ 韓国は明や清の帝国にも属していたが、その成功は中華帝国から撤退した後のことである。
```

中華民国在台湾と台湾独立は同じものではなく、中華民国在台湾は政治的な武器であるが、台湾独立はヨーロッパの標準的な国家の発明、つまり文化的な民族主義国家の出現であると分析している。また、台湾の民主化要因は大一統の中華秩序からの離脱であり、中華秩序の中で運営されていれば台湾の民主化は絶対に不可能であったとも述べている。

### 台湾の民主化と中国民主化の困難性
李登輝は、台湾の民主化の歴史的過程を振り返りつつ、中国の民主化が困難である理由を論じた。台湾は長期にわたる日本統治とその後の中華民国（国民党）統治という二つの外来政権の影響下で、独自の主体性とアイデンティティを形成してきた。特に1947年の二・二八事件を契機に、台湾人は外来政権からの自律的な統治の必要性を認識し、1996年には史上初の直接選挙による総統選出を実現した。
李氏は、中国の歴史的統治体系（「法統」）を踏まえ、政権は伝統的に皇帝の権威を基盤とする帝国体制の延長に過ぎず、政治改革が成功した例は少ないと指摘する。「託古改制」と呼ばれる制度改変は、形式的な改革に留まり、実質的な民主化には至らなかった。さらに、李氏は中国の国民党と共産党の統治についても、形式や思想は異なるものの、外来政権として中央集権的支配を維持し、台湾や中国大陸の民衆にとっては自律的な民主社会の実現が困難である点では本質的に大きな違いはないと述べている。
魯迅の指摘にあるように、中国社会では改革の先駆者や開拓者が生まれにくい文化的傾向があり、これが民主化を阻む要因となる。一方、台湾は「脱古改新」という概念を掲げ、旧来のアジア的価値観や中国式法統から脱却し、主体性ある民主国家としての社会構築に成功した。第一次民主改革では、独裁体制の崩壊、立法・行政の民主化、台湾アイデンティティの確立などが達成された。しかし近年、政党対立や制度上の限界から民主主義の疲弊が見られ、第二次民主改革として憲法改正や権力分立の明確化が必要とされる。